# Bijwoord
Het bijwoord (Latijn: adverbium) is een woordsoort in de taalkundige benoeming. Het zegt iets over een willekeurig ander element van de zin dat geen zelfstandig naamwoord is. 
In veel talen hebben bijwoorden specifieke uitgangen die hun functie als bijwoord markeren en zijn afgeleid van een bijvoeglijk naamwoord. Het gaat dan om bijwoorden van hoedanigheid. Uitgangen zijn bijvoorbeeld -ly in het Engels (quickly), rapidement in het Frans en rapidamente in het Spaans. In het Nederlands is de vorm van het bijwoord van hoedanigheid meestal gelijk aan die van het onverbogen bijvoeglijke naamwoord.

## Functies
Een bijwoord heeft veelal een van de volgende functies:
- bepaling bij een werkwoord

Hij schrijft veel in Wikipedia.
- bepaling bij een bijvoeglijk naamwoord

Hij schrijft erg boeiende artikelen op Wikipedia.
- bepaling bij een ander bijwoord

Gerard schreef dat Wikipedia-artikel zeer snel.
- bepaling bij een zin

Natuurlijk paste zij dat Wikipedia-artikel aan.
- bepaling bij een telwoord

Hij schreef slechts twee Wikipedia-artikelen.
- vragend woord

Hoe draag jij bij aan Wikipedia?
Bijwoorden geven dus een omschrijving van tijd, plaats, ontkenning of modaliteit aan en beantwoorden meestal vragen als hoe, waar, wanneer, in hoeverre enz. 

## Voorbeelden
Enkele voorbeelden in het Nederlands van bijwoorden zijn:
- daar
- gemakshalve
- gisteren
- hier
- hoe
- niet (niet te verwarren met het voornaamwoord niets)
- overmorgen
- respectievelijk
- toen
- vandaag
- vanmiddag
- vanmorgen

Bovendien kunnen vele bijvoeglijke naamwoorden een bijwoord worden in relatie met een werkwoord of met een bijvoeglijk naamwoord. Voorbeelden:
Hij voetbalt geweldig. Hij is een geweldig goede voetballer.
Zij sprak snel. Zij is een snelle spreker.

## Vragend bijwoord
Een aparte categorie is het vragend bijwoord. Deze bijwoorden zijn bedoeld om een vraag te beginnen en hebben veelal een relatie met het werkwoord in de zin. Een vragend bijwoord is niet hetzelfde als een vragend voornaamwoord, omdat dit laatste betrekking heeft op een zelfstandig woord, zoals een zelfstandig of bijvoeglijk naamwoord. 
Enkele voorbeelden van vragende bijwoorden in het Nederlands:
- hoe
- waarom
- waarheen
- hoezo
- waar
- wanneer